# Sven-Erik Edström
Sven-Erik Edström, född 3 april 1955, är en svensk före detta professionell ishockeyspelare (forward).
Mellan åren 1975 och 1982 spelade Sven-Erik för IFK Luleå och Luleå HF i Division 1.